# Fashion King (phim truyền hình)
Fashion King (Hangul: 패션왕; RR: Paesyeon Wang) Là một bộ phim truyền hình Hàn Quốc năm 2012 với sự tham gia của Yoo Ah-in, Shin Se-kyung, Lee Je-hoon và Kwon Yuri. Phim được phát sóng trên SBS từ ngày 19 tháng 3 đến ngày 22 tháng 5 năm 2012 vào thứ Hai và thứ Ba lúc 21:55 cho 20 tập.
Phim "Fashion King" kể câu chuyện về một người đàn ông trẻ làm nên thành công trong ngành công nghiệp thời trang. Young Gul (Yoo Ah In) bắt đầu sự nghiệp của mình là một nhà thiết kế nghèo khổ trong những con đường ở chợ Dongdaemun.

## Diễn viên
-Vai chính:
◾Yoo Ah-in vai Kang Young-gul
◾Shin Se-kyung vai Lee Ga-young
◾Kwon Yuri vai Choi Anna
◾Lee Je-hoon vai Jung Jae-hyuk
-Vai phụ:
- Jang Mi-hee vai bà Jo
- Han Yoo-yi vai Shin Jung-ah
- Cha Seo-won vai Hoa hậu Go
- Ra Jae-woong vai Chil-bok
- Kim Il-woo vai Jung Man-ho
- Lee Hye-sook vai Yoon Hyang-sook
- Yoon Gi-won vai  Thư ký Kim
- Kim Byung-ok vai giám đốc Kim

## Tỷ suất người xem
| Tập #   | Ngày phát sống     | TNmS Ratings                 | TNmS Ratings                 | AGB Ratings                  | AGB Ratings                  |
| Tập #   | Ngày phát sống     | Tỷ suất người xem trung bình | Tỷ suất người xem trung bình | Tỷ suất người xem trung bình | Tỷ suất người xem trung bình |
| Tập #   | Ngày phát sống     | Toàn quốc                    | Vùng thủ đô Seoul            | Toàn quốc                    | Vùng thủ đô Seoul            |
| ------- | ------------------ | ---------------------------- | ---------------------------- | ---------------------------- | ---------------------------- |
| 1       | Tháng ba, 19, 2012 | 12.4%                        | 14.8%                        | 10.0%                        | 11.0%                        |
| 2       | Tháng 3 20, 2012   | 11.5%                        | 13.5%                        | 8.9%                         | 9.5%                         |
| 3       | Tháng 3, 26, 2012  | 12.3%                        | 14.8%                        | 9.2%                         | 10.5%                        |
| 4       | Tháng 3, 27, 2012  | 11.6%                        | 14.2%                        | 9.6%                         | 10.9%                        |
| 5       | Tháng 4, 2, 2012   | 12.6%                        | 14.3%                        | 10.1%                        | 11.4%                        |
| 6       | Tháng 4, 3, 2012   | 12.7%                        | 14.4%                        | 10.4%                        | 12.0%                        |
| 7       | Tháng 4, 9, 2012   | 11.9%                        | 14.3%                        | 9.0%                         | 10.3%                        |
| 8       | Tháng 4, 10, 2012  | 10.7%                        | 12.6%                        | 9.7%                         | 10.6%                        |
| 9       | Tháng 4, 16, 2012  | 12.5%                        | 13.2%                        | 10.6%                        | 12.0%                        |
| 10      | Tháng 4, 17, 2012  | 11.1%                        | 13.1%                        | 9.6%                         | 10.7%                        |
| 11      | Tháng 4,23, 2012   | 11.3%                        | 11.9%                        | 9.8%                         | 11.2%                        |
| 12      | Tháng 4, 24, 2012  | 11.6%                        | 14.1%                        | 9.4%                         | 10.7%                        |
| 13      | Tháng 4, 30, 2012  | 10.8%                        | 13.1%                        | 9.4%                         | 10.6%                        |
| 14      | Tháng 5, 1, 2012   | 10.9%                        | 13.4%                        | 9.9%                         | 10.8%                        |
| 15      | Tháng 5, 7, 2012   | 10.7%                        | 12.6%                        | 9.2%                         | 10.0%                        |
| 16      | Tháng 5, 8, 2012   | 10.9%                        | 12.3%                        | 9.2%                         | 10.0%                        |
| 17      | Tháng 5, 14, 2012  | 11.0%                        | 12.2%                        | 9.5%                         | 10.4%                        |
| 18      | Tháng 5, 15, 2012  | 11.4%                        | 12.9%                        | 9.5%                         | 10.4%                        |
| 19      | Tháng 5, 21, 2012  | 11.2%                        | 13.3%                        | 9.5%                         | 10.1%                        |
| 20      | Tháng 5, 22, 2012  | 10.8%                        | 12.8%                        | 9.6%                         | 10.4%                        |
| Average | Average            | 11.4%                        | 13.3%                        | 9.6%                         | 10.6%                        |

.